# Y NAKAJIMA
Y NAKAJIMAは、日本のYouTuber、造形作家、イラストレーター。血液型はO型。Y_NAKAJIMAと表記されることもある。

## 概要
当初はブログに動画を載せるために開設したチャンネルであったが、2015年に投稿した「多脚機関戦車トーマス」のヒットをきっかけにYouTubeへの投稿が増える。現在は改造トーマスシリーズをはじめ、サーキットベンディング、ぬりえシリーズ、商品レヴュー等、様々なジャンルの動画を投稿している。

## 人物
動画内で姿を見せる時はマスクを被っている。
ボイスチェンジャーにより変声されている。
手元撮影では必ず戦闘用グローブやエンジニアグローブなどの手袋を付けている。

## 企画
改造トーマスシリーズ
きかんしゃトーマスを改造するシリーズ。
2015年「多脚機関戦車トーマス」がTwitterで話題となりネットニュースにも取り上げられた。
2020年にはYouTuberコンビ「水溜りボンド」のチャンネルにてコラボを果たした。

改造楽器シリーズ
音の出る玩具や楽器を改造するシリーズ（サーキットベンディング）。

ぬりえシリーズ
子供用のぬり絵をボールペンで加筆するシリーズ。

旅行シリーズ
日本各地の珍スポットを巡るシリーズ。

商品レヴュー
商品の紹介動画。3Dプリンター、フラッシュライト、ガジェット類が中心。

## 参加作品

### 書籍
- 竹谷隆之著『漁師の角度 完全増補改訂版』（2013年4月24日発売、講談社）ISBN 978-4063649178 - 造形協力[4]

### 映画
- JUNK HEAD (2021年3月26日公開、ギャガ）- 造形協力